# Neolamprologus ventralis
Neolamprologus ventralis är en fiskart som beskrevs av Büscher, 1995. Neolamprologus ventralis ingår i släktet Neolamprologus och familjen Cichlidae. Inga underarter finns listade i Catalogue of Life.